# (195777) Sheepman
(195777) Sheepman est un astéroïde de la ceinture principale.

## Description
(195777) Sheepman est un astéroïde de la ceinture principale. Il fut découvert le 12 août 2002 à l'Observatoire interaméricain du Cerro Tololo par Eugene Chiang et Marc W. Buie. Il présente une orbite caractérisée par un demi-grand axe de 3,00 UA, une excentricité de 0,08 et une inclinaison de 10,0° par rapport à l'écliptique.

## Compléments